# Karl Rothenburg
Pour les articles homonymes, voir Rothenburg.
Karl Rothenburg, né le 8 juin 1894 à Fürstenwalde (Brandebourg, dans l'Empire allemand) et mort le 28 juin 1941 à Minsk (Union soviétique), est un officier allemand de la Wehrmacht qui a servi pendant la Seconde Guerre mondiale. 
Rothenburg est récipiendaire de la médaille Pour le Mérite (de la Première Guerre mondiale) et de la Croix de chevalier de la croix de fer de l'Allemagne nazie. 

## Biographie
Karl Rothenburg est le fils de Georg Rothenburg, professeur de collège, et de son épouse Alwina, née Sittmann. Le 1er avril 1914, le futur enseignant de Fürstenwalde s'engage comme volontaire d'un an dans l'armée prussienne. Il est incorporé dans le 5e régiment à pied de la Garde (de) à Spandau.
Entre les deux guerres mondiales, Karl Rothenburg servit comme commandant dans la police, avant de retourner à la Wehrmacht en 1934. Pendant la Seconde Guerre mondiale, il fut commandant d'un régiment de blindés de la 7e Panzerdivision. Rothenburg est tué le 28 juin 1941 près de Minsk (Biélorussie), six jours après l'invasion de l'Union soviétique, et est promu à titre posthume Generalmajor.

## Récompenses et distinctions
- Croix de chevalier de la croix de fer le 3 juin 1940 en tant qu'Oberst et commandant du 25e Panzer-Regiment[1]